# Тровишкал (Оливейра-ду-Байрру)
Тровишкал (порт. Troviscal) — район (фрегезия) в Португалии, входит в округ Авейру. Является составной частью муниципалитета Оливейра-ду-Байру. Находится в составе крупной городской агломерации Большое Авейру. По старому административному делению входил в провинцию Бейра-Литорал. Входит в экономико-статистический субрегион Байшу-Воуга, который входит в Центральный регион. Население составляет 2363 человека. Занимает площадь 10,45 км².